# Lípa nad Orlicí
Lípa nad Orlicí (německy Lipa an der Adler) je obec, která se nachází v okrese Rychnov nad Kněžnou v Královéhradeckém kraji. Žije zde 599 obyvatel.
Severně od vesnice vede železniční trať z Týniště nad Orlicí do Kostelce nad Orlicí, na severním konci vesnice je železniční zastávka. Vede tudy také silnice I. třídy č. 11, která se dvakrát na severu dotýká zastavěných částí obce.

## Části obce
- Lípa nad Orlicí
- Dlouhá Louka

## Historie
První písemná zmínka o obci pochází z roku 1396.

## Další fotografie

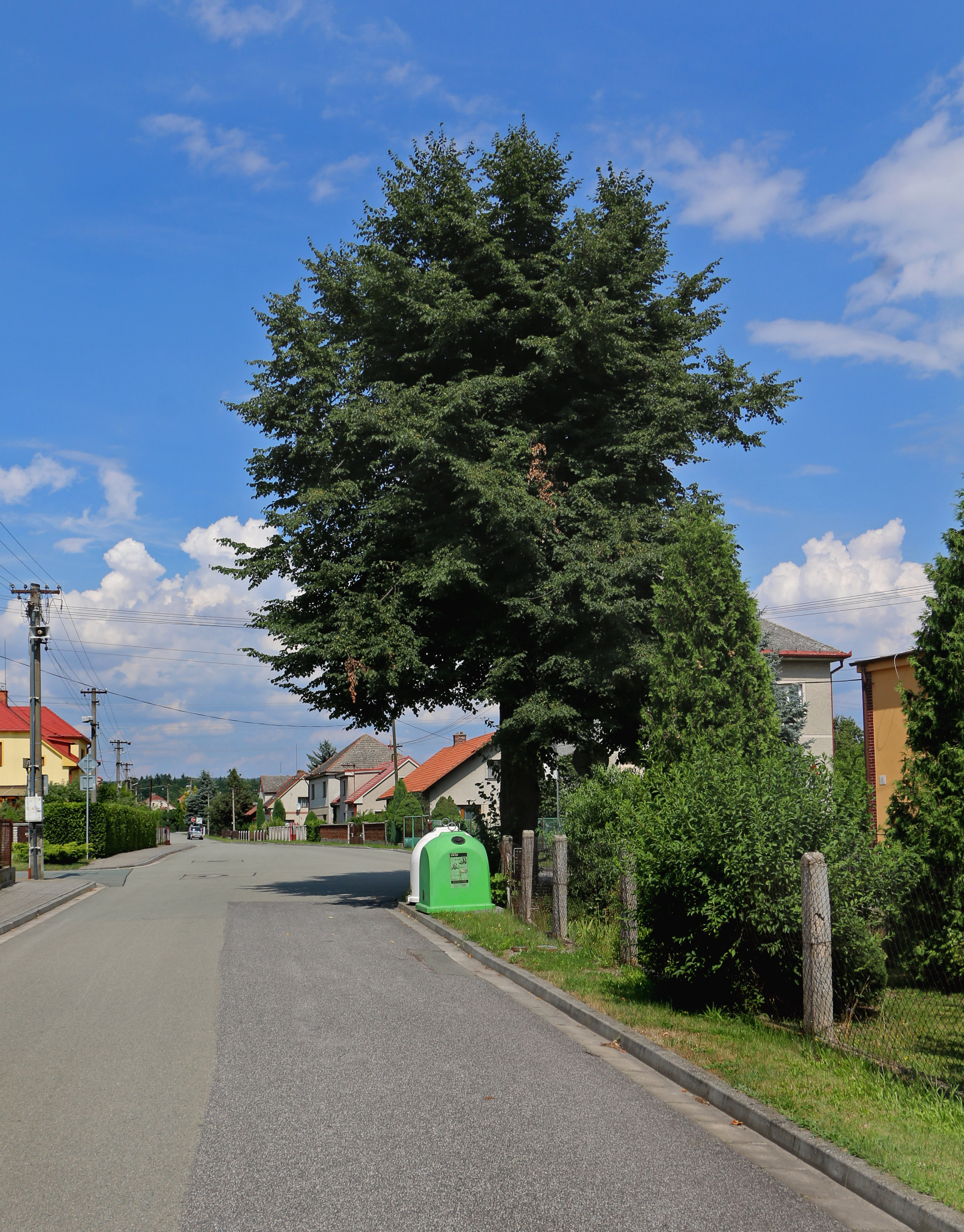
Lípa na křižovatce
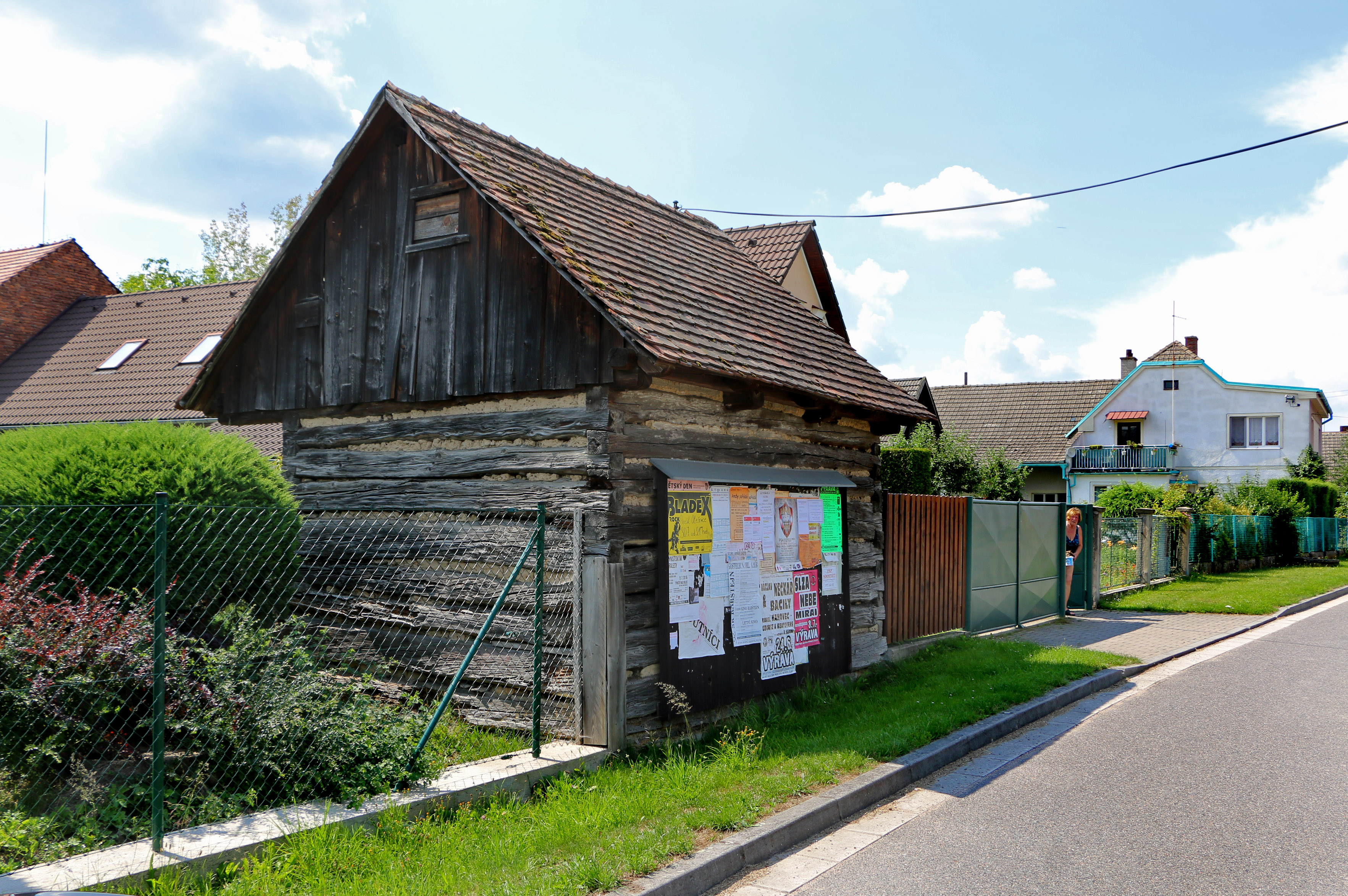
Malý domek
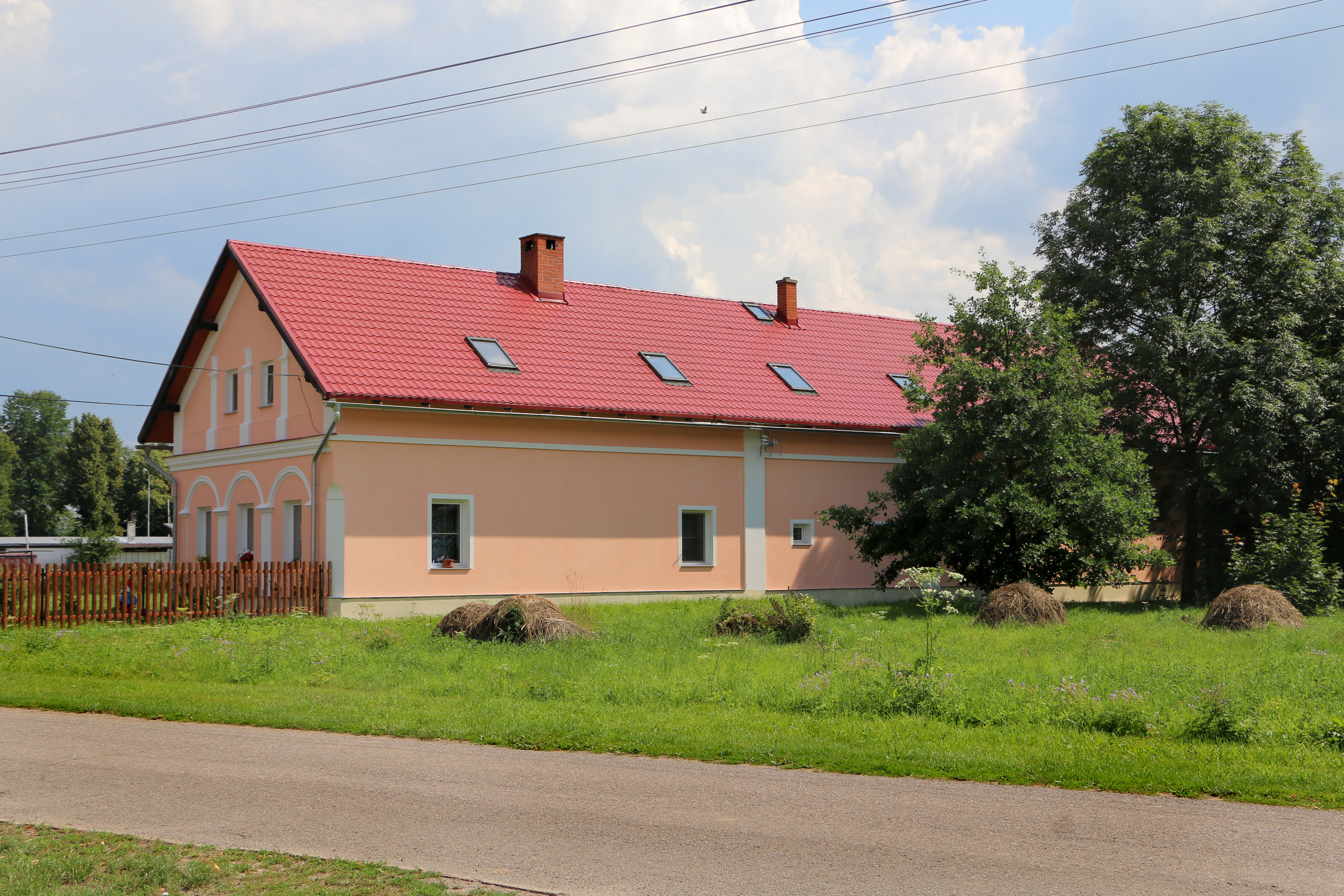
Opravený statek
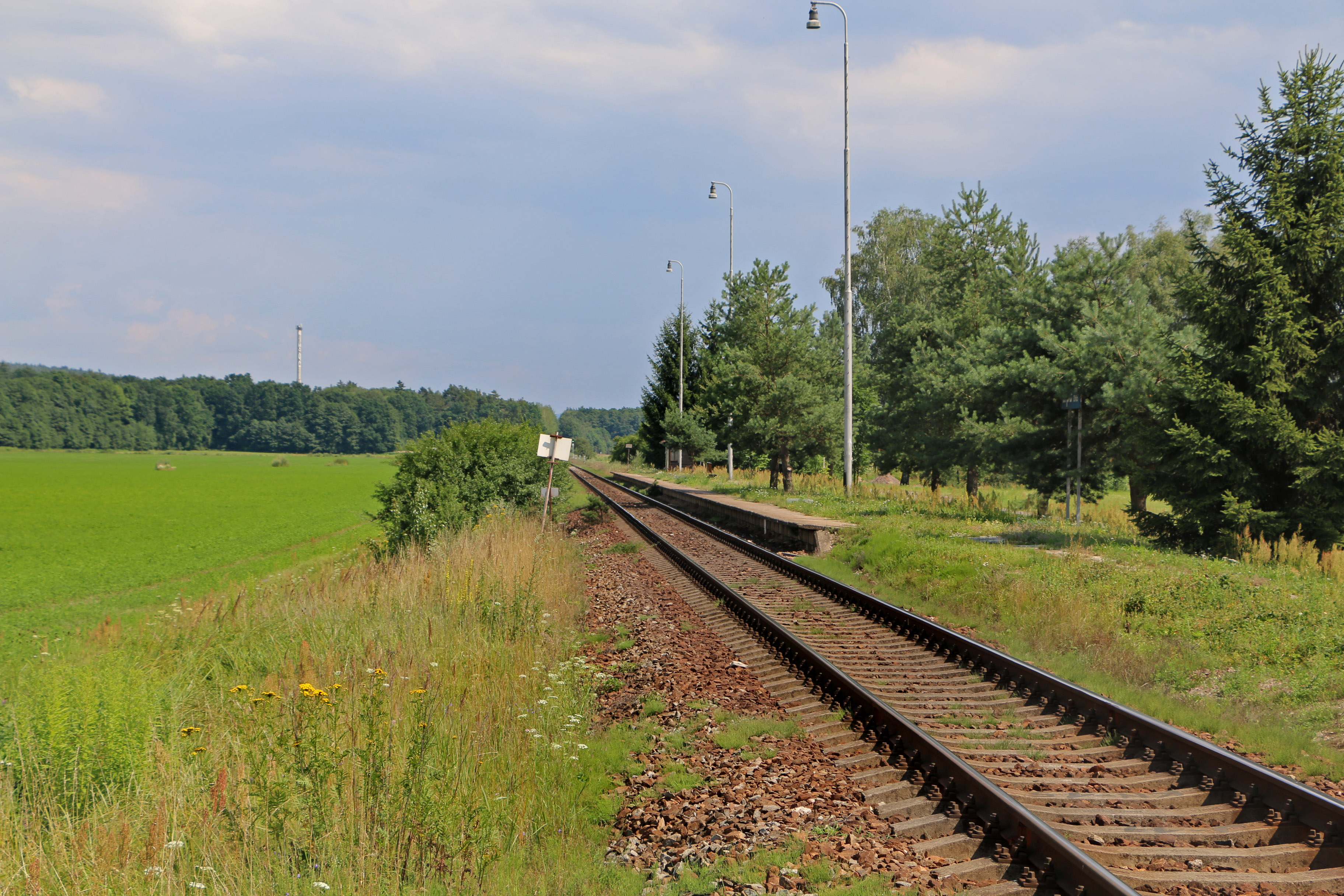
Železniční zastávka